# Bisdom Trujillo (Venezuela)
Het bisdom Trujillo (Latijn: Dioecesis Truxillensis in Venetiola) is een rooms-katholiek bisdom met als zetel Trujillo, in Venezuela. Het bisdom is suffragaan aan het aartsbisdom Mérida. 

## Geschiedenis
Het bisdom werd opgericht op 4 juni 1957, uit delen van het aartsbisdom Mérida. 

## Parochies
Het bisdom had in 2020 een oppervlakte van 7.400 km2 en telde 904.615 inwoners waarvan 93,7% rooms-katholiek was.

## Bisschoppen
- Antonio Ignacio Camargo (2 september 1957 - 13 december 1961)
- José Léon Rojas Chaparro (13 december 1961 - 11 juni 1982; coadjutor sinds 24 augustus 1961)
  - Rosalio José Castillo Lara (coadjutor: 26 maart 1973 - 12 februari 1975, kardinaal in 1985)
- Vicente Ramón Hernández Peña (11 juni 1982 - 3 april 2012; coadjutor sinds 28 januari 1976)
- Cástor Oswaldo Azuaje Pérez (3 april 2012 - 8 januari 2021)
- José Trinidad Fernández Angulo (15 juli 2021 - heden)

## Galerij van afbeeldingen

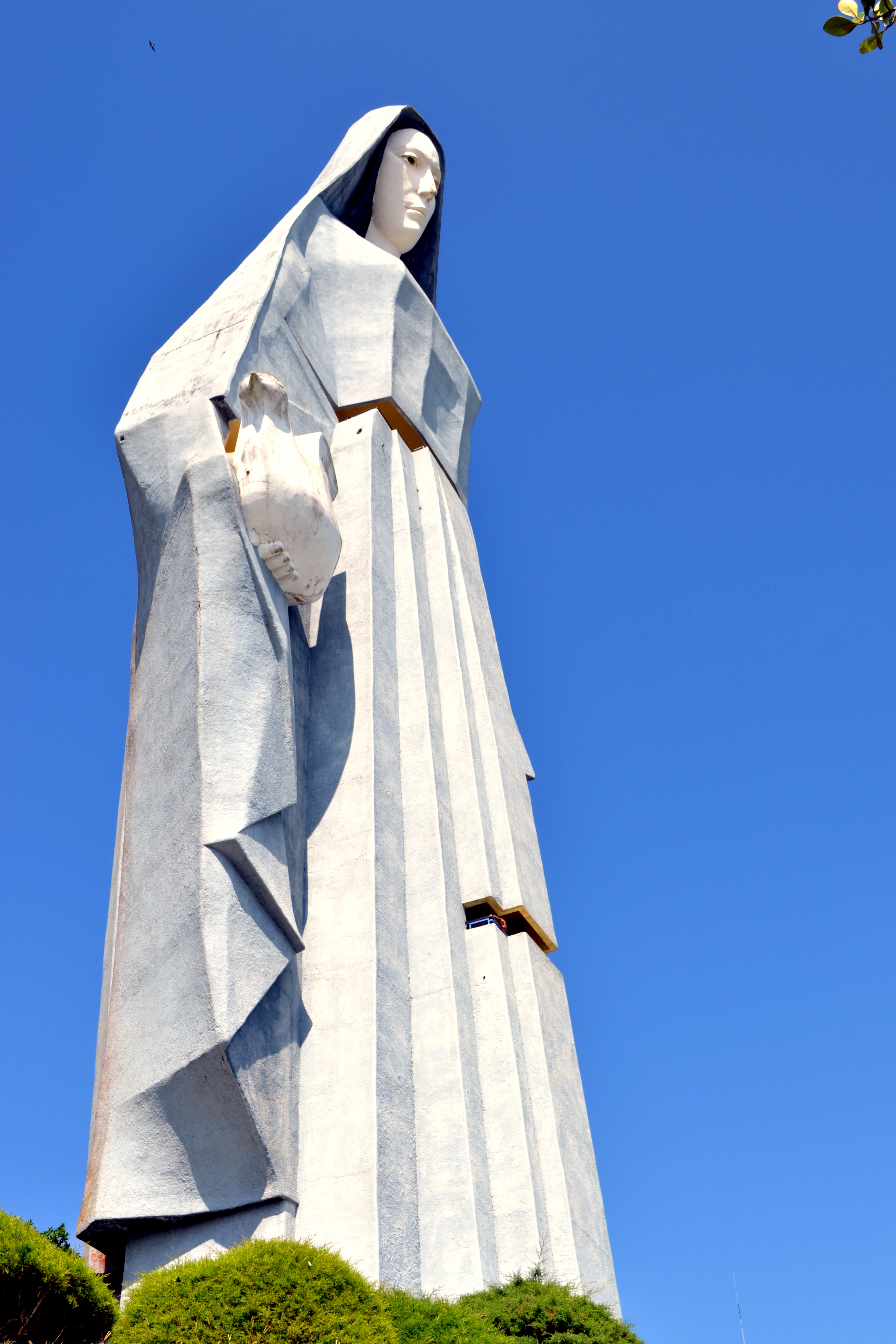
Het standbeeld Monumento a la Virgen de la Paz in Trujillo is met 46,72 meter het hoogste standbeeld in Zuid-Amerika
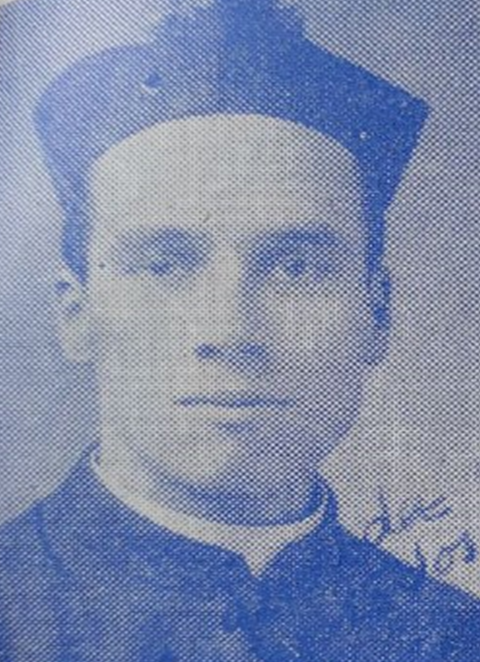
Bisschop José Léon Rojas Chaparro (1961-1982)

Mérida (aartsbisdom) · Barinas · Guasdualito · San Cristóbal de Venezuela · Trujillo